# مراد مزیان
مراد مزیان (عربی: مراد مزيان؛ زادهٔ ۲۱ سپتامبر ۱۹۶۴) بازیکن فوتبال اهل الجزایر بود.
از باشگاه‌هایی که در آن بازی کرده‌است می‌توان به باشگاه فوتبال مولودیه وهران اشاره کرد.
وی همچنین در تیم ملی فوتبال الجزایر بازی کرده‌است.